# Sam Crouser
Pour le lanceur américain de poids, voir Ryan Crouser.
Samuel Crouser (né le 31 décembre 1991 à Gresham) est un athlète américain, spécialiste du lancer de javelot.
Il remporte la médaille d'argent lors des Championnats panaméricains juniors 2009.
Il participe aux sélections olympiques américaines de 2012, en dépassant pour la première fois les 80 m. Il se classe sixième comme pour les deux championnats américains suivants. Il est troisième en 2015 et participe aux Championnats du monde à Pékin. Quatrième en 2016, il est sélectionné olympique car le second et le troisième du concours n'ont pas réalisé le minima qu'il détient depuis 2015, avec un lancer à 83,33 m, son record personnel.